# 2021년 카불 공항 테러
2021년 카불 공항 테러(영어: 2021 Kabul airport attack)는 현지시간 2021년 8월 26일 오후 5시 50분 아프가니스탄 카불 국제공항에서 발생한 자살 폭탄 테러이다.
현지 시각 2021년 8월 26일 17시 50분(UTC 13시 20분), 아프가니스탄 카불 국제공항 애비 게이트 인근에서 자살 폭탄 테러가 발생했다. 곧이어 수십 미터 떨어진 곳에서 두 번째 테러가 발생했다. 이 공격으로 13명의 미군 병사를 포함, 최소 103명이 숨졌으며, 2020년 2월 이후 아프가니스탄에서 미군 사상자가 발생한 것은 이번이 처음이다..

## 배경
아프가니스탄이 2021년 8월 15일 카불 함락으로 탈레반의 통제하에 넘어간 후, 카불 국제공항은 아프가니스탄의 유일하게 안전한 탈출로가 되었다.